# 九州天空城〜星流花の姫と2人の王〜
『九州天空城〜星流花の姫と2人の王〜』（きゅうしゅうてんくうじょう せいりゅうかのひめとふたりのおう、原題：九州・天空城）は、2016年の中国のテレビドラマ。全29話。主演はチャン・ルオユン、グァン・シャオトン、リウ・チャン、ジュー・ジンイー、チェン・ルオシュアン、張魯一、劉敏。
日本では全20話のバージョンがAmazonプライム・ビデオで配信されているが、DVD化の予定はない。

## 登場人物

### 主要人物
風天逸
演 - チャン・ルオユン

易茯苓
演 - グァン・シャオトン

白庭君
演 - リウ・チャン

雪飛霜
演 - ジュー・ジンイー

羽環真
演 - チェン・ルオシュアン

機枢
演 - 張魯一

白雪
演 - 劉敏

### その他
風刃
演 - 趙健

雪凛
演 - 劉俊孝

向従霊
演 - 賈征宇

雨瞳木
演 - 周逸凡

杜若飛
演 - 王思堯

裴鈺
演 - 代超

雪忠
演 - 高峰

雪晴
演 - 羅悠月

天機子
演 - 詹俊林

天涯子
演 - 韓青

熊棠
演 - 阿麗亜

彼岸花
演 - 朱聖禕

方夜彦
演 - 王羽錚

戚落霖
演 - 李果

星印池
演 - 崔鵬

星谷玄
演 - 文江

星郁非
演 - 馬啓光

月雲奇
演 - 衛延侃

易千機
演 - 楊金承

林睿竹
演 - 湯晶媚

骨生花
演 - 郭佩妮

片羽
演 - 季肖冰

韶舞
演 - 林傑妮

薛襟
演 - 成城

琥珀
演 - 袁馨億

石呂
演 - 石堅

風黙
演 - 李平安

行者
演 - 韓夢武

偽・雪晴
演 - 侍宣如

風啓
演 - 楊一凡

雪粛
演 - 李靖

大祭司
演 - 千子寬

子供
演 - 武沢錦熙

背の高い男
演 - 白錦程

## 挿入歌
| #  | タイトル                     | 作詞   | 作曲         | 歌手   |
| -- | ---------------------------- | ------ | ------------ | ------ |
| 1. | 「醉飛霜」(挿入歌)           | 倪姍姍 | 高偉然、孫沛 | 鞠婧禕 |
| 2. | 「音夢」(挿入歌)             | 黄星   | 高偉然、鍾磊 | 関暁彤 |
| 3. | 「大夢想家」(エンディング曲) | 王韵韵 | 劉佳         | TFBOYS |
| 4. | 「天空城」(挿入歌)           | 黄星   | 高偉然       | 王子   |

## 関連作品
いずれも本作と同じ架空世界“九州”の別の時代を舞台としたファンタジー時代劇。
本作の続編的テレビドラマ
- 鳳星の姫〜天空の女神と宿命の愛〜（2020年）

映画
- レジェンド・オブ・パール ナーガの真珠（2017年）

テレビドラマ
- 海上牧雲記 〜3つの予言と王朝の謎（2017年）
- 九州縹緲録〜宿命を継ぐ者〜（2019年）
- 斛珠夫人〜真珠の涙〜（2021年）
- 星河長明 運命の妃と不滅の帝（2022年）